# NGC 3626
NGC 3626 (také známá jako Caldwell 40) je spirální galaxie v souhvězdí Lva vzdálená přibližně 55 milionů světelných let. Objevil ji britský astronom William Herschel v roce 1784. Na obloze se nachází 2,5° jihovýchodně od pouhým okem viditelné hvězdy spektrální třídy A4 s názvem Zosma a mnoha galaxií ze Skupiny galaxií NGC 3607, jako například NGC 3605, NGC 3607, NGC 3608 a NGC 3686. Tato skupina patří do Skupiny galaxií Lev II.